# Тинтикун
Тинтикун (Лагуна Тинтикун) — лагуна в северо-западной части Олюторского залива Берингова моря, находится на территории Олюторского района, у основания полуострова Говена северо-восточного побережья Камчатского края.

## Описание
Расположена примерно посередине между бухтами Лаврова и Южной Глубокой. Отделена от моря двумя песчано-галечными косами. В лагуну впадает река Тинтикуваям. Лагуну окружают невысокие горы, склоны которых покрыты зарослями ольхового и кедрового стланика. На побережье распространены разнотравные и разнотравно-осоковые луга, осоковые болота, прогретые участки обнажённого грунта. Встречаются ольховники папоротниковые.
В 1950-е годы на северной косе в устье лагуны располагался рыбоперерабатывающий завод № 5.
На побережье лагуны расположены Говенские горячие источники — самые северные в регионе. Температура воды в источниках 33—34 °C. Источники периодически посещают охотники, рыбаки, туристы. Встречаются медвежьи тропы и медвежьи следы.